# Karlslunda landsfiskalsdistrikt
Karlslunda landsfiskalsdistrikt var 1918–1941 ett landsfiskalsdistrikt i Kalmar län, bildat när Sveriges indelning i landsfiskalsdistrikt trädde i kraft den 1 januari 1918, enligt beslut den 7 september 1917. Landsfiskalsdistriktet avskaffades den 1 oktober 1941 (genom kungörelsen 28 juni 1941) när Sverige fick en ny indelning av landsfiskalsdistrikt. Av dess ingående område överfördes kommunerna Arby och Hagby till Vassmolösa landsfiskalsdistrikt, kommunerna Halltorp och Voxtorp till Torsås landsfiskalsdistrikt och Karlslunda landskommun till Vissefjärda landsfiskalsdistrikt.
Landsfiskalsdistriktet låg under länsstyrelsen i Kalmar län.

## Ingående områden
Distriktet bestod under hela dess existens av samma område:
- Arby landskommun
- Hagby landskommun
- Halltorps landskommun
- Karlslunda landskommun
- Voxtorps landskommun

Samtliga kommuner låg i Södra Möre härad.